# サムチキ
サムチキ（ウクライナ語: Самчики、日本語: Samchiki）は、ウクライナのフメリニツキー州、フメリニツキー地区、スタロコスチャヌィチウ都市自治体に属する村である。人口は1,682人（2001年）。村を流れるスルチ川沿いに位置し、サムチキ宮殿公園アンサンブルやサムチキウカ塗りの伝統で知られる。

## 歴史
サムチキは1545年に初めて記録され、当初は「ザムチキ（Замчики）」と呼ばれ、コンスタンティン・ヴァシリ・オストロズキ公に属していた。
17世紀末、マゾフシェからホエツキ家がこの地域に移住。1715年7月3日、オレクサンドル・ドミニク・リュボミルスキがヤン・サムエル・ホエツキにサムチキと近隣の土地を譲渡した。1725年、ヤヌシュ・ホエツキがスルチ川沿いに居館を建設し、ホエツキ家の時代に聖パラスケヴィ教会 (サムチキ)が建てられた。フランシシェク・カジミール・ホエツキは、マリアヴィト教会の修道院、病院、貧困者向け住宅を設立した。
1791年、ホエツキ家の地所がリュボミルスキ家を経て、ガイシンの代官ペトロ・チェチェルに売却され、彼の主導でサムチキ宮殿公園アンサンブルが整備された。19世紀、ポーランド解放蜂起への参加によりチェチェル家の地所がロシア帝国に没収され、ジトーミルの商人クプリアン・リャシュコフに競売で売却された。
1917年のロシア革命後、宮殿は空き家となり、後に共同住宅、病院、パイオニアキャンプとして使用された。第二次世界大戦中も建物は破壊を免れた。戦後は農業研究ステーションの施設として利用され、公園は実験農場となった。1990年以降、サムチキは博物館として指定され、1997年に「サムチキ国立歴史文化保護区」として正式に登録された。
2020年6月12日、ウクライナ閣僚会議の決定により、サムチキはスタロコスチャヌィチウ都市自治体に編入。同年7月19日、スタロコスチャヌィチウ地区の廃止に伴い、フメリニツキー地区に所属変更された。

## 人口
2001年のウクライナ国勢調査によると、サムチキの人口は1,682人。母語の分布は以下の通り：
- ウクライナ語：97.20%（1,635人）
- ロシア語：2.32%（39人）
- ルーマニア語：0.18%（3人）
- ポーランド語：0.18%（3人）
- ベラルーシ語：0.06%（1人）
- ブルガリア語：0.06%（1人）

## 交通
サムチキへのアクセスは以下の通り：
- フメリニツキー-ヴィーンヌィツャ間のディーゼル列車でザムチキ駅（ウクライナ語版）（村から2km）を利用。
- スタロコスチャヌィチウ-サムチキ間の路線バス[7]。

## 文化
サムチキは、伝統的な装飾芸術サムチキウカ塗りの発祥地として知られる。この民芸は、植物や動物のモチーフを大胆な色彩で描く壁画や工芸品に特徴があり、2019年にウクライナの国内無形文化遺産に登録された。

## 著名な出身者
- ムィコラ・プロコピュク（ウクライナ語版）（1902年-1975年）：ソビエト連邦英雄[9]。
- ボリス・シュナイデル（ウクライナ語版）（1937年-）：ウクライナの装飾芸術家[10]。

## ギャラリー

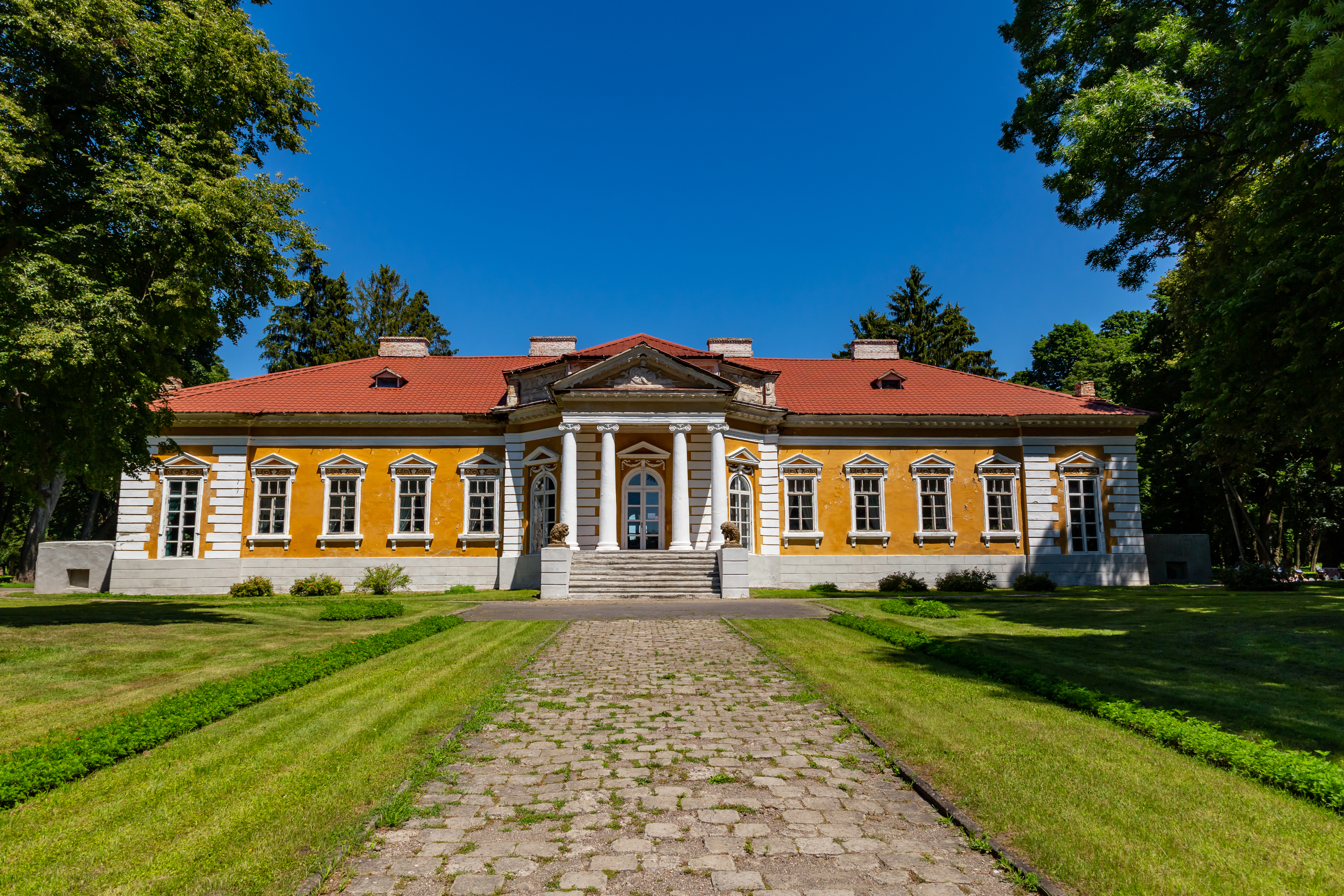
サムチキ宮殿公園アンサンブル
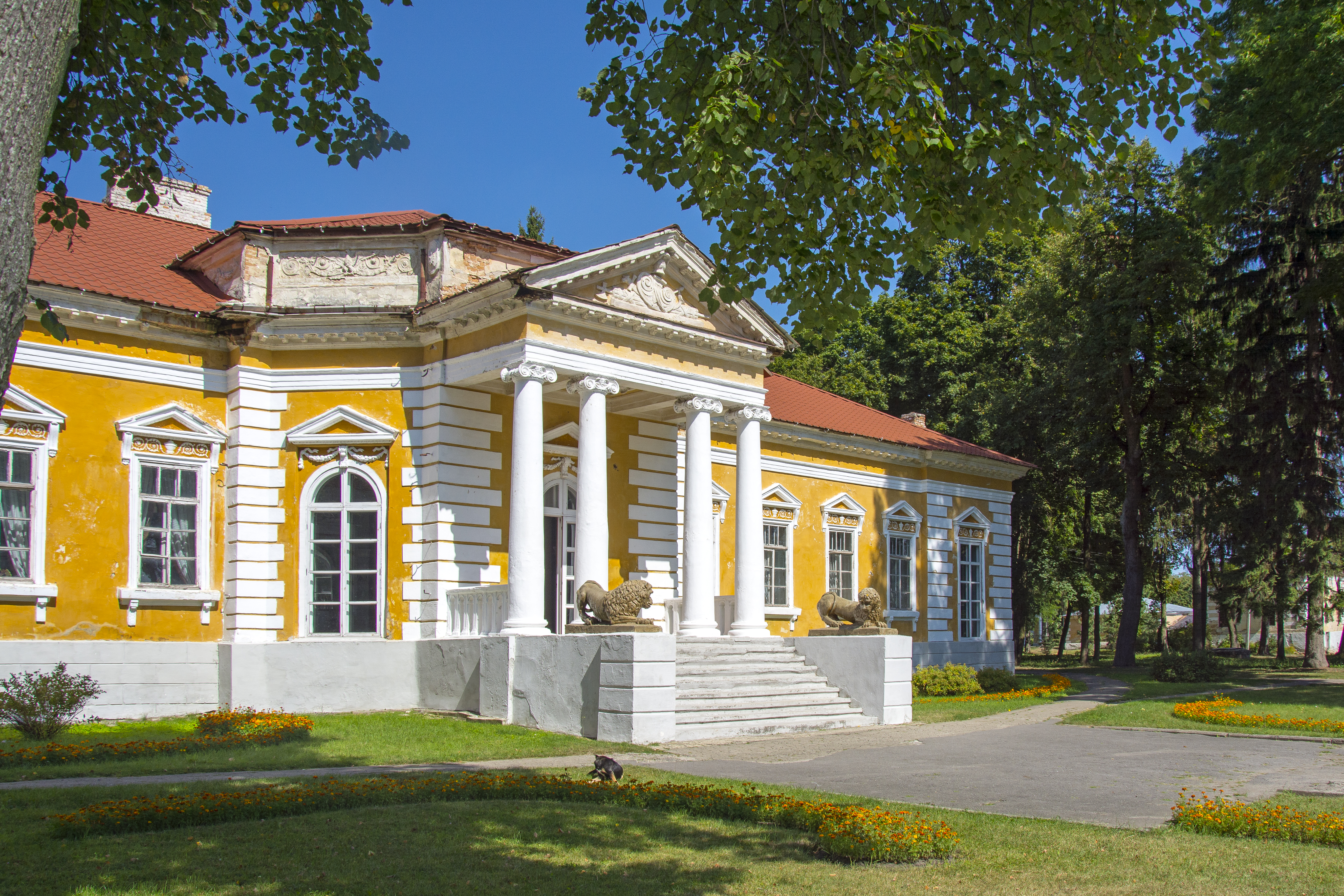
宮殿
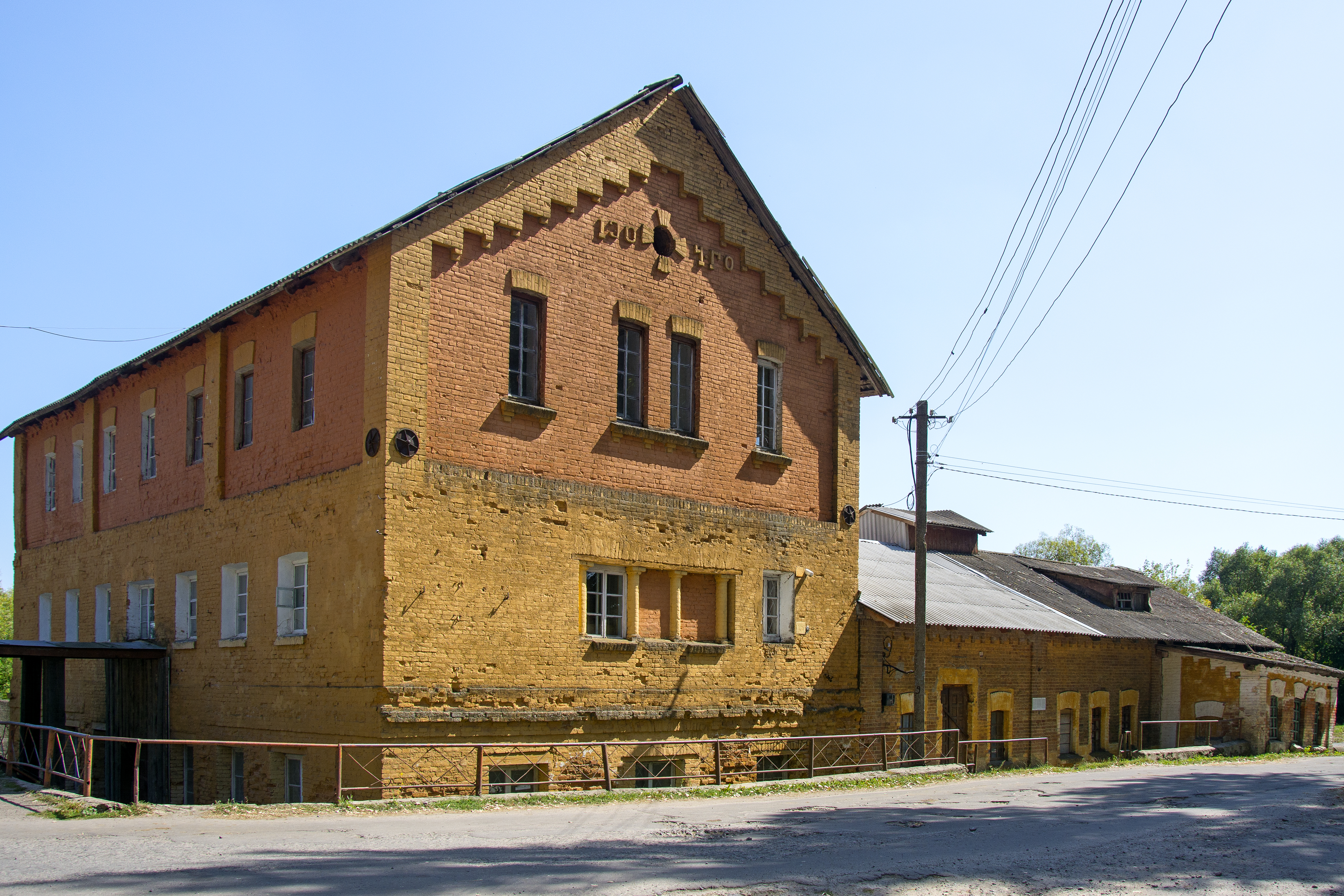
水車小屋
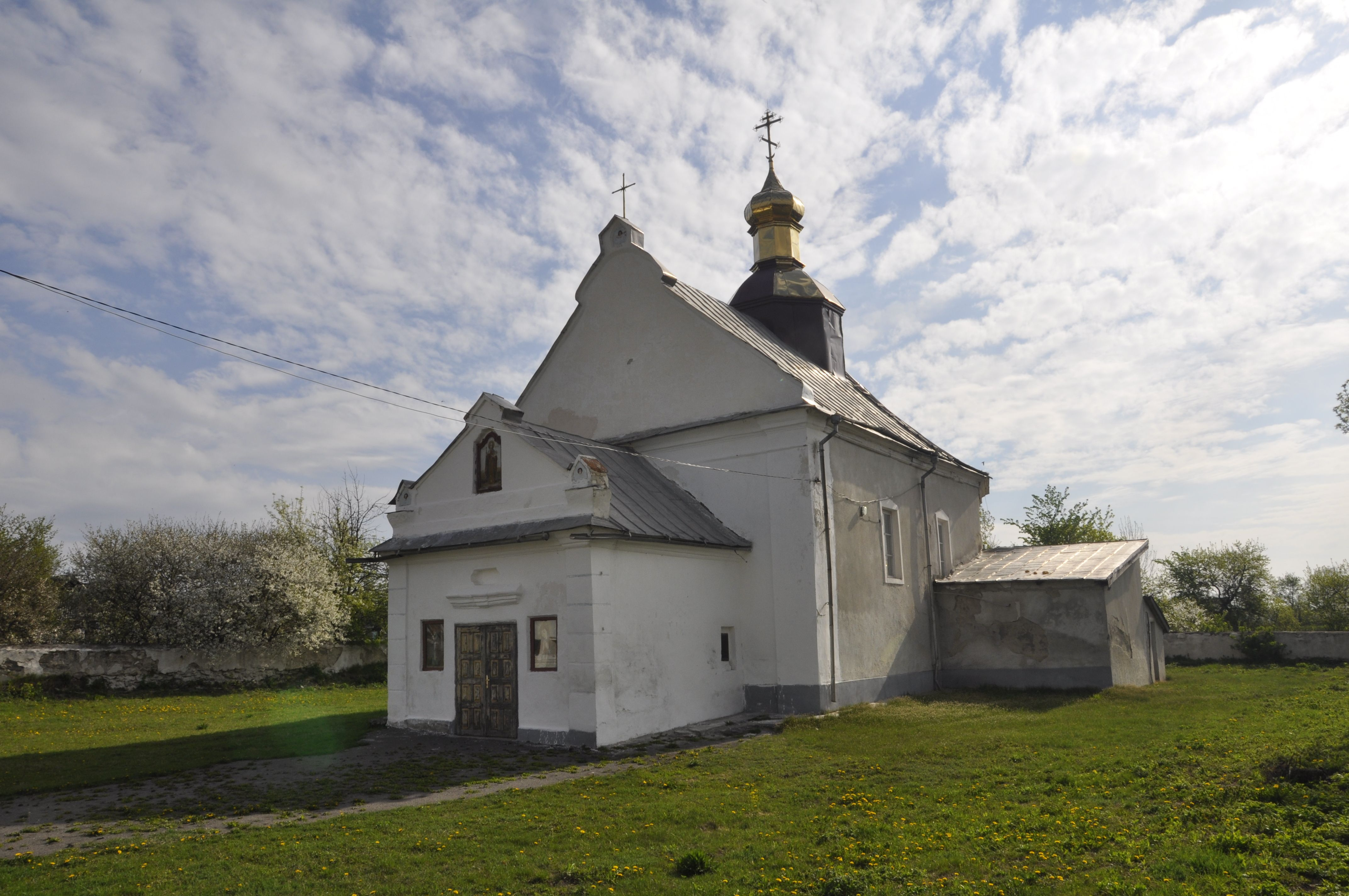
聖パラスケヴィ教会 (サムチキ)（ウクライナ語版）